# Mezzate
Mezzate (Mezzàa in dialetto milanese) è un quartiere della città lombarda di Peschiera Borromeo.

## Storia
Mezzate era un borgo agricolo di antica origine, sede di una delle pievi in cui era diviso il territorio milanese, che nel 1757 comprendeva anche i comuni di Linate e Peschiera. In quell'epoca il villaggio contava 180 abitanti, e confinava anche con Foramagno.
In età napoleonica, fra il 1809 e il 1816, Mezzate fu frazione di Peschiera, recuperando l'autonomia con la costituzione del Regno Lombardo-Veneto. In quel periodo la popolazione era di 194 unità.
Nel 1841 fu aggregato a Mezzate il comune di Linate superiore ed inferiore, portando l'insieme a 694 residenti; nel 1870 vennero annessi i comuni di Morsenchio e Zelo Foramagno, per un totale di 1694 anime.
Nel 1916 la sede comunale di Mezzate fu trasferita a Linate, e il comune di Mezzate assunse la denominazione di Linate al Lambro. Mezzate fu degradata a frazione. Nel 1933 anche il comune di Linate al Lambro fu soppresso, ed aggregato al comune di Peschiera Borromeo.
Dopo la Seconda guerra mondiale la frazione di Mezzate ha conosciuto un certo sviluppo, con la realizzazione di insediamenti residenziali e produttivi.